# Iba Der Thiam
Iba Der Thiam, auch bekannt als I. D. Thiam, (* 26. Februar 1937 in Kaffrine; † 31. Oktober 2020 in Dakar) war ein senegalesischer Schriftsteller, Historiker und Politiker. Er diente auch in der Regierung des Senegal als Bildungsminister von 1983 bis 1988. Von 2001 bis 2012 war er Erster Vize-Präsident der Assemblée nationale, der Nationalversammlung.

## Leben
Thiam wurde am 26. Februar 1937 in Kaffrine geboren, im damaligen Französisch-Westafrika.
1974 wurde Thiam Associate Professor für Geschichte in der Université de Dakar und nahm an dem UNESCO-Projekt General History of Africa teil. Er engagierte sich 20 Jahre lang als Führer einer Gewerkschaft und wurde aufgrund dessen unter Präsident Léopold Sédar Senghor mit der Anklage eingekerkert, die Intellektuellen zu organisieren.
Unter Präsident Abdou Diouf diente er dann in der Regierung als Minister of National Education (1983–1988). Im September 1987 gründete er die „Abdoo nu dooy“-Bewegung um Dioufs Wiederwahl bei der Präsidentschaftswahl 1988 zu unterstützen. Nach den Wahlen wurde er allerdings aus der Regierung entlassen und gründete die Convention of Democrats and Patriots (CDP/Garab-gi) im Juni 1992.
Thiam war Kandidat der CDP in den Präsidentschaftswahl im Februar 1993. Er wurde 1993 auch in die Assemblée nationale gewählt; 1998 wurde er erneut als Abgeordneter der CDP bestätigt. Im späten August 1999 wurde Thiam auch erneut als Kandidat der CDP für die Präsidentschaftswahlen 2000 aufgestellt. Er erhielt 1,21 % der Stimmen im ersten Wahlgang (27. Februar 2000), und er behauptete am 1. März, dass Dioufs Wahlschlappe im ersten Wahlgang das Resultat einer verbreiteten Enttäuschung im Zusammenhang mit einer Gehaltserhöhung zusammenhing, welche den Abgeordneten während der Wahlkampagne gewährt worden war. Er unterstützte den Oppositionsführer Abdoulaye Wade im zweiten Wahlgang; Wade gewann die Wahl. Thiam wurde aufgrund einer Liste als Kandidat der Sopi Coalition, welche für Wade eintrat, 2001 in die Assemblée nationale gewählt, Und während der Präsidentschaft von Wade diente er als Erster Vizepräsident der Assemblée nationale. Die CDP/Garab-gi vereinigte sich daraufhin im Mai 2005 mit Wades Parti Démocratique Sénégalais (PDS).
Thiam wurde im Juni 2007 erneut in die Assemblée nationale gewählt als Kandidat der Sopi Coalition. Ein Angebot von Präsident Wade, als Staatsminister in die neu zu bildende Regierung einzutreten, lehnte er in letzter Minute ab. Er zog es vor in der Nationalversammlung zu bleiben und übernahm dort erneut die Position als Erster Vizepräsident, diesmal unter Macky Sall als dem Parlamentspräsidenten. Damit verdrängte er seine Parteikollegin Aminata Tall, Bürgermeisterin von Diourbel, die für diese Position zunächst vorgesehen war, auf den nächsten Rang. Den Posten als Zweite Vizepräsidentin schlug sie jedoch aus. 2007 war Thiam Koordinator der Convergence of Actions around the President of the Republic for the 21st Century (CAP 21, Zusammenschluss um den Präsidenten für das 21. Jahrhundert), einer Koalition von 47 Parteien zur Unterstützung von Wade.
Wade wurde in den Präsidentschaftswahl im März 2012 abgewählt und auch die PDS erlitt in den Wahlen zur Nationalversammlung im Juli 2012 eine schwere Wahlschlappe. Thiam wurde nicht wiedergewählt, aber Souleymane Ndéné Ndiaye trat im Dezember 2012 von seinem Parlamentssitz zurück und Thiam, als Topkandidat der PDS, nahm seinen Sitz in Stellvertretung ein. Er nahm sein Amt am 7. Januar 2013 auf, obwohl es Stimmen gab, die besorgt waren, dass Thiam, als alter Mann nicht gesund genug sei.
Thiam setzte seine akademische Arbeit fort. Er war Mitglied des UNESCO-Komitees, welches die General History of Africa verfasste. Von 2013 bis zu seinem Tod koordinierte der das Mammutprojekt Histoire Générale du Sénégal des Origines à nos Jours (Allgemeine Geschichte Senegals von den Ursprüngen bis heute). Dieses Projekt soll die Entwicklung Senegals von der ersten Besiedelung bis zur Gegenwart in den verschiedenen Bereichen des politischen, wirtschaftlichen, sozialen, gewerkschaftlichen, diplomatischen, institutionellen, wissenschaftlichen, technischen und kulturellen Lebens nachzeichnen. An dem Projekt arbeitet ein multidisziplinäres Team von Historikern und Forschern aus verschiedenen Regionen Senegals und aus der Diaspora.
Thiam nahm auch teil an Präsident Macky Salls Staatsbesuch in Frankreich im Dezember 2016. Während seiner Karriere diente er als Vizepräsident der Senegalesischen Vereinigung der Geschichts und Geographie-Lehrer, als Generalsekretär der Pan-African Association of Historians und Präsident der Senegalesischen Kommission für die Reform von Bildung in Geschichte und Geographie. Er starb am 31. Oktober 2020 in Dakar nach einer kurzen Krankheit.
Mit Dekret vom 22. Februar 2021 wurde die Universität von Thiès in Université Iba Der Thiam de Thiès (UIDT) umbenannt. Als staatliche Universität macht so das hohe Ansehen deutlich, das die Lebensleistung von Iba Der Thiam im Land genießt.

## Werke
- La grève des cheminots du Sénégal de septembre 1938, Dakar, Université de Dakar 1972, 2 vol., (Masters Thesis)[24]
- (in Zusammenarbeit mit Nadiour Ndiaye): Histoire du Sénégal et de l’Afrique. Les Nouvelles Éditions Africaines. Dakar, 1976. ISBN 2-7236-0115-3[24]
- Maba Diakhou Bâ, almamy du Rip (Sénégal). Paris, ABC 1977. ISBN 978-2-85809-102-7[24]
- L’éducation civique dans les lycées et collèges: classe de 3e: le Sénégal et les institutions internationales. Les Nouvelles Éditions Africaines. 1979. ISBN 2-7236-0424-1[24]
- Géographie du Sénégal. Les Nouvelles Éditions Africaines. EDICEF, 1981. ISBN 2-85069-252-2[24]
- L’évolution politique et syndicale du Sénégal colonial de 1840 à 1936. Université de Paris I, Paris 1983, 9 vol., 4.462 pages, Doktor-Thesis.[25]
- Le Sénégal dans la guerre 14-18, ou le prix du combat pour l’égalité. Les Nouvelles Éditions Africaines. Dakar 1992. ISBN 2-7236-1060-8[24]
- Les origines du mouvement syndical africain, 1790-1929. L’Harmattan 1993. ISBN 2-7384-0536-3[24]